# Огранович Аполлон Сергійович
Аполлон Сергійович Огранович (23 травня 1942 — 4 березня 2019, Львів) — український архітектор. Був членом Національної спілки архітекторів України (Львівська обласна організація НСАУ). Співавтор низки пам'ятників у Львові.

## Життєпис
Народився 23 травня 1942 року в родині правника Сергія Михайловича Ограновича. 1945 року родина переїхала до Львова.
Помер у Львові, похований на 13 полі Янівського цвинтаря.
Роботи
- «Монумент Бойової Слави Радянських Збройних Сил» на вулиці Стрийській (1970, у співавторстві), відзначеного 1972 року Державною премією УРСР ім. Шевченка, а 1974 року — золотою медаллю ім. Грекова Академії мистецтв СРСР.[4]
- Пам'ятник «Слава праці» в Радехові (1973, скульптор Яків Чайка).[5]
- Проект реконструкції головної пошти на вулиці Словацького, 1 у Львові (1973—1975, реалізований не повністю).[6]
- Пам'ятник на вулиці Пекарській, 52 у Львові на честь подвигу радянських медиків у Другій світовій війні (1975, скульптор Іван Кушнір).[5]
- Співавторство у комплексному плані політичного, архітектурно-художнього й світлового оформлення Львова (1979). План такого роду був першим в Україні, експонувався на ВДНГ СРСР і ВДНГ УРСР. На щорічному конкурсі-огляді найкращих проектів 1979 року авторський колектив відзначено премією.[4]
- Надгробний пам'ятник Ірині Вільде на Личаківському цвинтарі у співавторстві зі скульптором Теодозією Бриж.[7] Меморіальна таблиця на вулиці Саксаганського на честь демонстрацій квітня 1936 року у Львові (скульптор Теодозія Бриж).[4]
- Пам'ятний знак «50-річчя возз'єднання українських земель» (1989 у співавторстві зі скульптором Анатолієм Галяном) на вул. Дзержинського у Львові. На початку 1990-х років демонтований.[8]
- Пам'ятник загиблим землякам у селі Смиків Сокальського району (1974 у співавторстві зі скульптором Василем Одрехівським).[5]